# Cameron Carpenter
Cameron Carpenter (Pennsylvania, 18 april 1981) is een Amerikaans organist, componist en showman.
Carpenter woont en werkt afwisselend in Berlijn en Los Angeles, waar hij ook veel recitals geeft. Hij is een muzikant met een zeer eigen stijl. Bestaande muziekstukken worden daarom vrijwel altijd door hemzelf omgewerkt tot eigen arrangementen. Hij bouwde zijn eigen elektronisch orgel dat volledig voldoet aan zijn eigen behoeften, omdat hij, volgens eigen zeggen, één entiteit vormt met zijn orgel. Door zijn virtuoze spel, maar ook door zijn excentrieke kleding, is hij een opvallende verschijning.

## Discografie
Hij bracht verschillende albums uit, onder meer op de labels Telarc en Sony:
- "Cameron Live" (2010)
- "Sleigh Ride" (2011)
- "If You Could Read My Mind"[1] met en genoemd naar If you could read my mind van Gordon Lightfoot (2014)